# Jean Duthilleul
Jean Duthilleul (8 de agosto de 1915-19 de enero de 2010) fue un arquitecto francés. Le sobrevivieron dos hijos: el arquitecto Jean-Marie Duthilleul y la actriz Laura Duthilleul.

## Obras principales
En la década de 1950, participó en el movimiento para la descentralización de la cultura se decidió por André Malraux.
- Casa de la cultura de Bourges
- Casa de la cultura, de Amiens
- Casa de la cultura, Orleans
- La Celle-Saint-Cloud, un conjunto de villas en un jardín de la comunidad
- Centro comercial Massy